# Cray XK7
XK7 - суперкомп'ютерна платформа, створена компанією Cray і представлена на ринку 29 жовтня 2012 року. XK7 - друга платформа компанії Cray після Cray XK6, де для обчислень поряд з центральними процесорами використовуються графічні процесори. Така гібридна архітектура вимагає особливого підходу в програмуванні, відмінного від традиційного підходу, де програмуються тільки центральні процесори. Лабораторії, що придбали XK7, проводять семінари, де навчають дослідників цього нового підходу, щоб вони могли створювати додатки під XK7.
Платформа XK7 використовується в суперкомп'ютері Titan, другому за Обчислювальна потужність комп'ютера | обчислювальної потужності суперкомп'ютері на листопад 2014 року по рейтингу Top500. У числі інших покупців платформи - Швейцарський Національний суперкомп'ютерний центр, де встановлена машина з 272 вузлів, і Національний центр суперкомп'ютерних додатків в США, чий суперкомп'ютер  Blue Waters  являє собою комбінацію вузлів платформ Cray XE6 і Cray XK7 і має обчислювальну потужність рівну приблизно 1  Петафлопс.

## Опис
XK7 масштабується до 500 стійок. У кожній стійці розміщується 24 Блейда, на кожному з яких знаходиться 4 обчислювальних вузла (на кожному вузлі - 1 центральний процесор і 1 графічний)  як центральних процесорів використовуються 16-ядерні процесори компанії AMD серії Opteron 6200 Interlagos, а в якості графічних - карти компанії Nvidia серії Tesla K20 Kepler. Кожен центральний процесор оснащується або 16 або 32 Гб ОЗУ з  корекцією помилок, а графічний процесор - 5 або 6 Гб ОЗУ в залежності від моделі. Вузли суперкомп'ютера зв'язуються один з одним через високошвидкісну мережу Gemini Interconnect. Кожен чип Gemini обслуговує 2 вузла і має пропускну здатність 160 ГБ / c. Залежно від використовуваних компонентів одна стійка, повністю заповнена Блейд, може споживати від 45 до 54,1 кВт електроенергії, перетворюються в тепло. Отже стійки охолоджуються за допомогою яких повітряного, або водяного охолодження.
Суперкомп'ютери XK7 працюють під управлінням операційної середовища  Cray Linux Environment, до складу якої входить ОС SUSE Linux Enterprise Server. Програми для XK7 можна писати на різних мовах, однак гібридна архітектура платформи вимагає особливого підходу в програмуванні. Окріждская Національна лабораторія і Швейцарський Національний суперкомп'ютерний центр проводять семінари, мета яких - навчити дослідників особливостям програмування під платформу XK7 

## Використання
Платформа була представлена на ринку 29 жовтня 2012 року одночасно з офіційним запуском суперкомп'ютера Titan в Окриджской національної лабораторії. Titan складається з 18688 вузлів платформи XK7, в кожному з яких встановлений центральний процесор Opteron 6274 з 32 Гб ОЗУ і графічна карта K20X з 6 Гб ОЗУ. Теоретична продуктивність суперкомп'ютера складає 27,1 петафлопс, але на тесті LINPACK, що використовується для рейтингу TOP500, комп'ютер показав результат 17,59 петафлопс, достатній для того, щоб посісти перше місце в списку за листопад 2012 року. Titan споживає 8.2 МВт електроенергії і займає третє місце по економічності в списку Green500.
В Національному Центрі суперкомп'ютерних додатків США встановлено суперкомп'ютер  Blue Waters , який представяет собою комбінацію 22.752 вузлів Cray XE6 і 3.072 вузлів Cray XK7. На кожному вузлі XE6 встановлені два процесори Opteron 6276 і 32 Гб ОЗУ. Вузли XK7 використовують один процесор Opteron 6276 з 32 Гб і один графічний процесор K20X з 6 Гб ОЗУ. На бенчмарках  Blue Waters  показав продуктивність 1 Пефтафлопс, при цьому менеджери проекту  Blue Waters  не вірять в значимість тесту LINPACK і відповідно не запускали цей бенчмарк на своєму суперкомп'ютері.
Швейцарський національний суперкомп'ютерний центр 22 жовтня 2012 року оновив свій суперкомп'ютер Todi до платформи XK7. Todi складається з 272 вузлів з центральним процесором Opteron 6272 і 32 Гб ОЗУ і графічною картою K20X з 6 Гб ОЗУ. Теоретична обчислювальна потужність Todi становить 393 терафлопс, але в рейтингу TOP500 за листопад 2013 року він обіймає 139 місце з результатом 273.7 терафлопс. Todi споживає 122 кВт електроенергії і займає 36 місце в рейтингу Green500 за листопад 2013